# Синтаза жирных кислот
Синтазы жирных кислот (СЖК; КФ 2.3.1) — мультифункциональные ферменты или макромолекулярные комплексы, синтезирующие жирные кислоты. Синтазы содержат несколько ферментативных доменов, которые составляют «сборочную линию», формирующую из простых блоков (ацетил-кофермент A и малонил-кофермент A) молекулу той или иной жирной кислоты.

## Типы
Существует два типа синтаз жирных кислот.
- Тип I обнаружен у животных и грибов и представляет собой один полипептид с несколькими структурными доменами, обладающими определёнными функциональными свойствами.
- Тип II найден у бактерий и в пластидах растений. Это система монофункциональных ферментов, которые поочерёдно осуществляют удлинение жирнокислотной цепи и её восстановление.

## Структура
Синтазы жирных кислот млекопитающих являются димерными белками и состоят из двух одинаковых полипептидных цепей. Каждый мономер включает 3 каталитических домена на N-конце (кетоацилсинтаза (KS), малонил-ацетилтрансфераза (MAT) и дегидратаза (DH)) и 4 домена на C-конце (еноилредуктаза (ER), кетоацилредуктаза (KR), ацилпереносящий белок (ACP) и тиоэстераза (TE)). Эти два структурных кластера разделены большим центральным регионом (около 600 аминокислот).